# Antonio Pigafetta (cacciatorpediniere)
L'Antonio Pigafetta è stato un cacciatorpediniere appartenente alla Regia Marina, unità della classe Navigatori. Fu impostato nei Cantieri del Quarnaro di Fiume nel 1928, varato nel 1929 ed entrò in servizio nel 1931 come esploratore leggero. Nel 1938, nell'ambito della riorganizzazione della Regia Marina, fu riclassificato cacciatorpediniere. Svolse un'intensissima attività bellica durante la seconda guerra mondiale e venne infine sabotato dall'equipaggio dopo l'armistizio dell'8 settembre 1943.

## Storia
Il Pigafetta ha preso nome dal navigatore italiano Antonio Pigafetta che, all'inizio del XVI secolo accompagnò Ferdinando Magellano nella circumnavigazione del mondo. Riuscito a rientrare in Spagna con soli altri 17 compagni, scrisse poi la famosa cronaca della spedizione.
Il Pigafetta fu l'ultimo della sua classe ad entrare in servizio il 1º maggio 1931 e venne assegnato al 3º Gruppo Esploratori. Ricevuta la bandiera di combattimento il 4 ottobre 1931 a Venezia, operò in tempo di pace nel Mediterraneo come caposquadriglia esploratori: nel 1935 fu di stanza a Lero nel Dodecaneso, mentre durante la guerra civile spagnola (1937-1938) svolse attività di appoggio nella zona di mare a sud della Spagna. Riclassificato cacciatorpediniere nel 1938 e assegnato alla XIVa squadriglia, fu rimandato per pochi mesi nel Dodecaneso nel 1939 con il da Verazzano e lo Zeno, per rientrare in Italia all'inizio del 1940 per essere sottoposto ai grandi lavori di modifica, che terminarono il 27 aprile 1940.

## Caratteristiche costruttive e modifiche

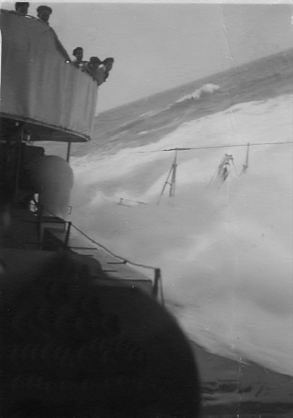
Il Pigafetta in navigazione con mare grosso. L'angolo di sbandamento è di circa 30º

Le caratteristiche costruttive generali ricalcavano quelle tipiche della classe Navigatori, a cui si rimanda per i dettagli.
Tuttavia il Pigafetta, per il fatto di essere entrato in servizio per ultimo, usufruì dell'esperienza già maturata con le unità precedenti e la sua linea presentava già le migliorie relative alla stabilità (riduzione e abbassamento delle sovrastrutture) realizzate sulle altre unità con il ciclo di lavori del 1930.

### Scafo
Nei primi mesi del 1940 il Pigafetta fu sottoposto alle seconde importanti modifiche per il miglioramento della stabilità, comuni a quasi tutte le unità della classe, che consistettero nell'allargamento dello scafo di circa 1 m e nella modifica della prora con una di forma più alta e slanciata, di tipo “oceanico” o “a clipper”. Nel 1943, per migliorare il campo di tiro delle armi antiaeree, fu abbassato il secondo fumaiolo ed eliminato l'albero poppiero e il relativo proiettore da scoperta. Durante gli ultimi grandi lavori dell'estate del 1943 venne anche modificata la coffa per predisporre l'unità all'installazione del radar, ma l'armistizio dell'8 settembre impedì il completamento dei lavori. Dopo la cattura da parte della Kriegsmarine e la rimessa in servizio come TA 44, venne installato un radiotelemetro tipo Fu.Mo. 31, ovviamente di fabbricazione tedesca.

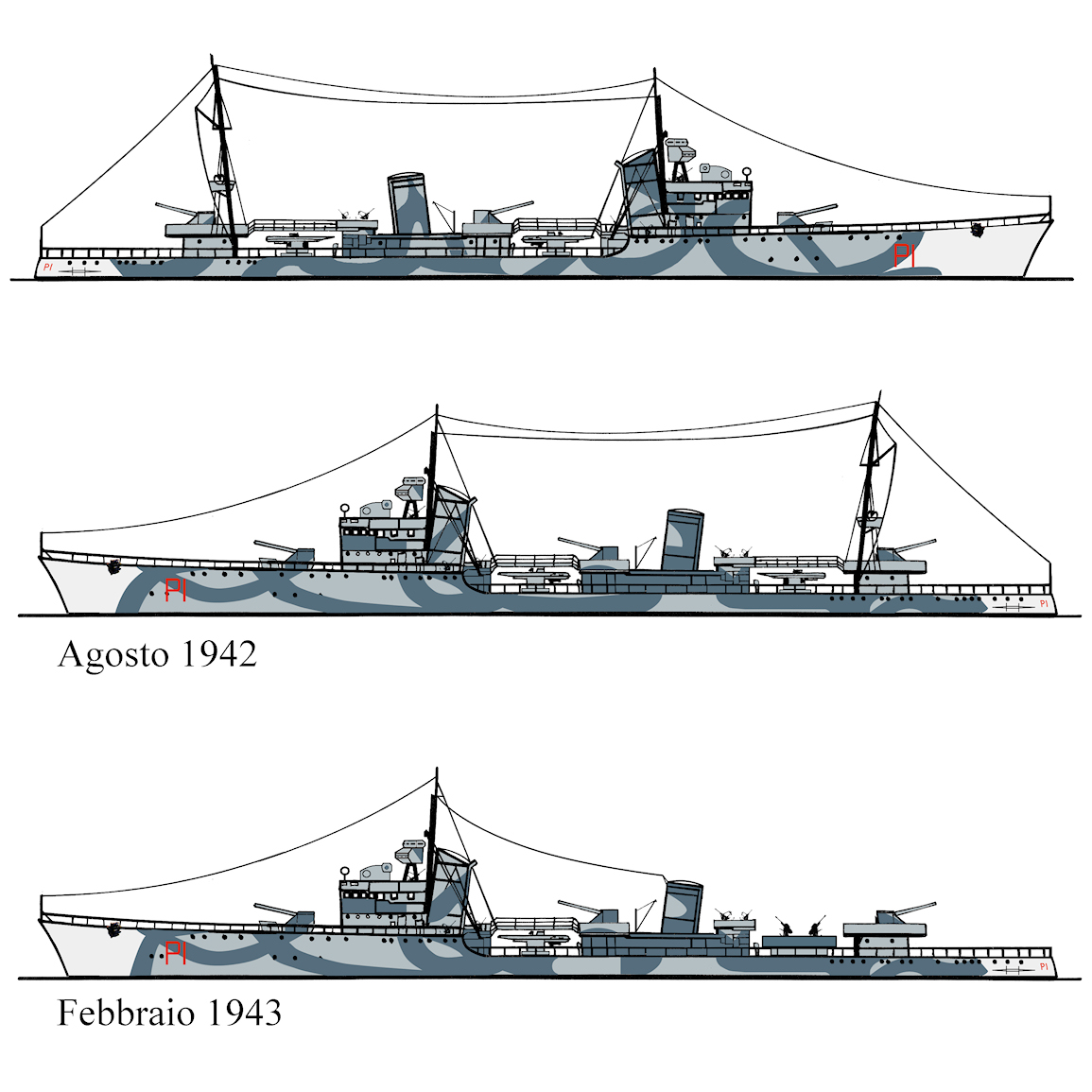
Profili del cacciatorpediniere Antonio Pigafetta con l'armamento e le livree mimetiche in uso dal 1942.

### Colorazione mimetica
Il Pigafetta entrò in guerra con la livrea grigio chiaro che caratterizzava tutte le unità della Regia Marina, ma nei primi mesi del 1942 ricevette la caratteristica colorazione mimetica curvilinea a due toni di grigio, che mantenne inalterata per tutto il conflitto, solo con piccole variazioni eseguite nel gennaio del 1943 (probabilmente durante le riparazioni di alcuni lievi danni allo scafo verificatisi durante le manovre in porto).

### Armamento
Anche sul Pigafetta, come su tutte le altre unità della classe, l'armamento principale, costituito dai sei cannoni Ansaldo 1926 da 120/50 allestiti in tre complessi binati scudati, rimase invariato per tutta la vita operativa della nave. Il resto dell'armamento subì varie modifiche durante il corso degli anni, in particolare durante la guerra, per andare incontro alle diverse necessità imposte dall'attività bellica.
Già all'entrata in servizio l'unità disponeva degli impianti lanciasiluri binati (più leggeri) e delle mitragliere Breda mod. 1931 da 13,2 mm in due impianti binati su piattaforme ai lati della controplancia, oltre alle due Vickers-Terni 40/39 mod. 1917 sul castello di prora ai lati del blocco plancia. A metà degli anni trenta furono installate altre due mitragliere Breda 13,2 mm binate sulla tuga centrale, a poppavia del secondo fumaiolo, presso il telemetro secondario. Nel 1942 apparve chiaro che l'armamento antiaereo, di concezione sorpassata, era divenuto insufficiente a contrastare i velivoli sempre più prestanti che gli alleati mettevano in campo. Pertanto tutte le mitragliere antiaeree di bordo vennero sostituite con le più moderne Breda 20/65 mod. 1935, aggiungendo una postazione sulla piattaforma dietro il fumaiolo prodiero e eliminando il telemetro secondario dalla tuga centrale. Nello stesso anno il complesso lanciasiluri poppiero fu sbarcato per far posto ad una piattaforma munita di due mitragliere Breda 37/54 mod. 1939 a canna singola. Alla fine del 1942 l'impianto lanciasiluri di prora (binato) fu sostituito con un impianto a tre tubi in linea tipo San Giorgio mod. S.I. 1929 P/3, sempre da 533 mm.
L'armamento antisommergibile era inizialmente limitato ad una "torpedine da rimorchio" tipo Ginocchio, ma già nel 1938 vennero installate a poppa due tramogge per bombe torpedini da getto da 50 e 100 kg e due paramine tipo C per il dragaggio in corsa.
Fin dall'entrata in servizio il Pigafetta era predisposto per il trasporto e la posa di mine. Nel 1941 fu tra le unità che ebbero le ferroguide allungate fin quasi al castello di prora, aumentando così la capacità di imbarco fin quasi a raddoppiarla. Il pieno carico di mine tuttavia impediva di utilizzare i tubi lanciasiluri, rendendo la nave più vulnerabile.

### Variazioni dell'armamento durante la vita operativa
| Data                 | Cannoni                                          | Mitragliere antiaeree                                           | Tubi lanciasiluri                                    | Mine                                                       | Armi antisommergibile                                                       | Altri sistemi di difesa                   | Note |
| -------------------- | ------------------------------------------------ | --------------------------------------------------------------- | ---------------------------------------------------- | ---------------------------------------------------------- | --------------------------------------------------------------------------- | ----------------------------------------- | --- |
| Alla consegna (1931) | 6 Ansaldo 120/50 mod. 1926 in 3 complessi binati | 2 Vickers-Terni 40/39 mod. 1917 4 Breda 13,2 mm mod. 1931       | 4 tubi lanciasiluri in due complessi binati          | 54 Vickers-Elia da 760 kg o 56 Bollo da 590 kg             | 1 torpedine da rimorchio tipo Ginocchio GP1927/46 T                         |                                           | Dopo il primo ciclo di modifiche Le 4 Breda erano in 2 impianti binati                                                     |
| 1934                 | idem                                             | 2 Vickers-Terni 40/39 mod. 1917 8 Breda 13,2 mm mod. 1931       | idem                                                 | idem                                                       | idem                                                                        |                                           | Le 8 Breda erano in 4 impianti binati                                                                                      |
| 1938                 | idem                                             | idem                                                            | idem                                                 | idem                                                       | idem 10 B.T.G. tipo 50/1927 I.A. da 50 kg 4 B.T.G. 100/1927 I.A. da 100 kg  | 2 paramine tipo C                         | Installate le tramogge per le B.T.G. e i paramine per il dragaggio in corsa                                                |
| 1941                 | idem                                             | idem                                                            | idem                                                 | 70(94) Elia P.145 a.e. o 78(104) Bollo o 64(86) P.200 a.e. | 30 B.T.G. tipo W.B "D" da 125 kg 10 B.T.G. 30/1941 da 30 kg (intimidatorie) | idem                                      | La cifra tra parentesi del numero di mine caricabili si riferisce alla configurazione con tubi lanciasiluri inutilizzabili |
| 1942                 | idem                                             | 2 Breda 37/54 mod. 1938 singole 7 Breda 20/65 mod. 1935 singole | 2 tubi lanciasiluri in un complesso binato           | idem                                                       | idem                                                                        |                                           | Impianto lanciasiluri di poppa sostituito con 2 mitragliere Breda 20/65                                                    |
| fine 1942/1943       | idem                                             | idem                                                            | 3 tubi lanciasiluri in un complesso trinato in linea | idem                                                       | idem                                                                        |                                           | |
| 1943                 | idem                                             | idem                                                            | idem                                                 | idem                                                       | idem                                                                        | Predisposizione per ecogoniometro e radar | Il radar fu poi installato sotto bandiera tedesca                                                                          |

## Impegno bellico
All'inizio della seconda guerra mondiale il Pigafetta era di base a Taranto inquadrato nella IXª Divisione Corazzate della Iª Squadra, come caposquadriglia della XVª Squadriglia Cacciatorpediniere di cui facevano parte anche le unità gemelle Alvise da Mosto, Giovanni da Verrazzano e Nicolò Zeno. Tuttavia, poiché le modernissime corazzate classe Littorio della IXª Divisione non erano ancora pienamente operative, all'inizio del conflitto la XVª Squadriglia Cacciatorpediniere venne assegnata alla scorta degli Abruzzi della VIIIª Divisione Incrociatori. Il comando dell'unità era affidato al Capitano di Vascello Enrico Baroni che pochi giorni dopo, trasferito al comando della II Squadriglia Cacciatorpediniere con insegna sull'Espero, perdeva eroicamente la vita durante la battaglia del Convoglio Espero.

### 1940 – 1941
La prima operazione fu compiuta il 13 giugno 1940 con una missione di caccia sommergibili nel Golfo di Taranto, insieme a Zeno e Malocello (le altre due unità della squadriglia, Da Mosto e Da Verazzano, si trovavano ancora in cantiere per il secondo ciclo di modifiche strutturali).

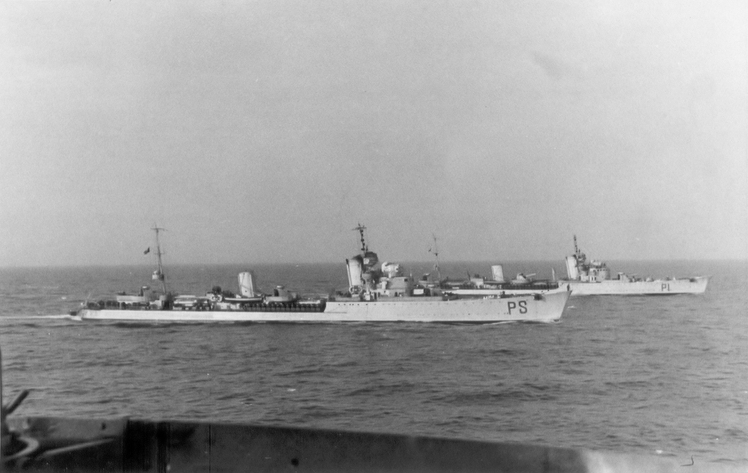
Il Pigafetta (in secondo piano) impegnato insieme al Pessagno nella posa dello sbarramento S2 il 28 giugno 1941

Verso la fine di giugno del 1940 subentrò al comando il C.V. Paolo Melodia.
Fino al febbraio del 1941 il Pigafetta svolse la propria attività prevalentemente come cacciatorpediniere di scorta alla Squadra Navale. Infatti in questa fase iniziale del conflitto molte delle attività "minori", come la scorta ai convogli e la posa degli sbarramenti minati difensivi e offensivi, vedevano la partecipazione anche delle unità maggiori (Navi da Battaglia e Incrociatori) a protezione dell'attività operativa. In questo periodo il Pigafetta partecipò a 13 missioni di scorta, 2 di caccia a sommergibili, 2 di bombardamento navale in appoggio alla campagna di Grecia e 2 di posa mine (sbarramento 7AN nel Canale di Sicilia e sbarramento VO nel Canale d'Otranto). Dal 16 febbraio al 5 aprile 1941 fu fermo a Trieste per riparazioni. Rientrato in Squadra, da aprile alla fine di agosto fu impegnato prevalentemente in missioni di scorta ad unità maggiori e posa sbarramenti mine (S1, S2, S3, S41, S42, S43 e S44 nel Canale di Sicilia e T presso Tripoli). In questo periodo prese il comando il C.V. Enrico Mirti della Valle che lo mantenne fino all'ottobre del 1942.
I mesi di settembre e ottobre 1941 furono di relativo riposo, con esercitazioni e un'unica uscita operativa per la posa dello sbarramento B (Bengasi) che tuttavia non venne effettuato: infatti quando la formazione italiana (composta dagli incrociatori Duca d'Aosta, Eugenio di Savoia e Montecuccoli e dai cacciatorpediniere Pigafetta, Vivaldi, Da Verazzano, Camicia Nera e Aviere) era già diretta sull'obbiettivo, giunse la notizia che una robusta formazione inglese (2 navi da battaglia, 3 incrociatori e 10 cacciatorpediniere) era uscita da Alessandria e faceva rapidamente rotta verso le nostre navi. L'operazione venne annullata e mai più intrapresa: la "guerra dei convogli" iniziava ad assorbire la maggior parte delle risorse e il Pigafetta (come la maggior parte delle unità similari) non essendo più in grado di mantenere, per le caratteristiche costruttive e per l'usura, le velocità richieste dall'attività di Squadra venne destinato maggiormente ad altri compiti peraltro più estenuanti: scorta convogli per la Grecia e l'Africa Settentrionale, trasporti truppe e materiali, posa mine, operazioni di soccorso e operazioni di sbarco in Corsica e Tunisia.

### 1941 – 1942

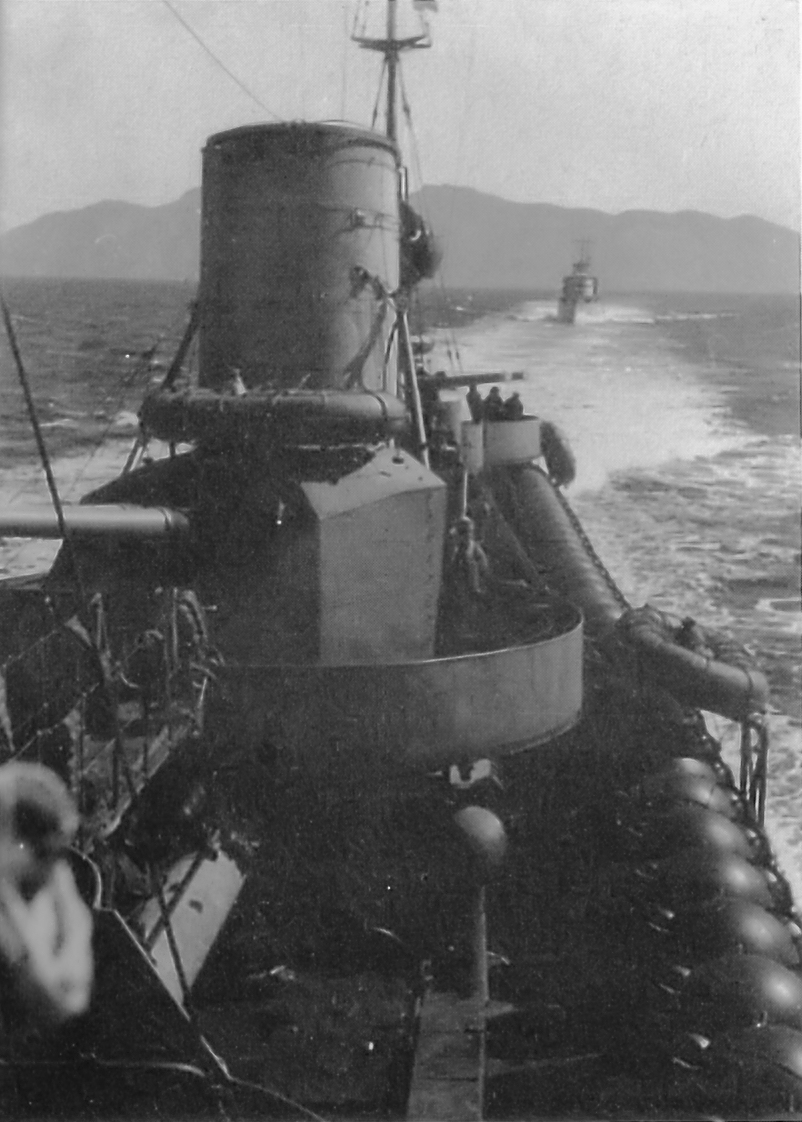
Missione di posa mine nel 1941. Ben visibili sulla destra le mine tipo P200 allineate sulle ferroguide.

Dal novembre 1941 al settembre 1942 il Pigafetta effettuò 30 scorte a convogli, 6 missioni di guerra con navi maggiori, 3 trasporti (materiali o truppe), 1 posa sbarramento mine (Marsa Matruh), 7 trasferimenti e 4 esercitazioni. Tra queste missioni vanno ricordate: la scorta convoglio del 27 maggio 1942 durante la quale vennero affondati per siluramento il Pessagno (con la perdita di metà dell'equipaggio) e il piroscafo Capo Arma; la travagliata scorta al Convoglio D del 17 ottobre 1942, durante la quale vi furono ripetuti attacchi dall'aria e dal mare con l'affondamento, oltre che di alcuni mercantili, anche del Da Verazzano. Con la Squadra Navale partecipò comunque ad alcune operazioni, quando la scarsità di mezzi spingeva Supermarina ad utilizzare qualunque unità fosse disponibile. La più importante di queste missioni si svolse nell'ambito della cosiddetta Battaglia di mezzo giugno alla quale il Pigafetta partecipò inquadrato insieme all'Alpino, il Bersagliere e il Mitragliere, nella XIIIª Squadriglia Cacciatorpediniere, prendendo parte alle operazioni per l'attacco al convoglio Vigorous diretto a Malta. Durante queste operazioni il Pigafetta fu destinato a prestare una rischiosa assistenza all'incrociatore Trento, gravemente colpito da aerosiluranti e successivamente affondato dal sommergibile della Classe U P.35.
Ma oltre ai momenti tragici vi furono anche alcuni eventi curiosi. Il primo riguarda un trasporto di "materiali speciali" effettuato il 15 dicembre 1941 dal solo Pigafetta da Taranto a Bengasi. Le fonti ufficiali parlano di 300 fusti di benzina, mentre altre fonti ufficiose narrano di un trasporto di alcune migliaia di bottiglie di acqua minerale destinata ai piloti della Luftwaffe in Africa Settentrionale. Di questo carico, peraltro testimoniato anche da fonti indubitabili (Incisa della Rocchetta), non vi è traccia alcuna nelle pubblicazioni ufficiali.
L'altro episodio, che poteva essere tragico ma per fortuna si risolse senza danni alle persone, avvenne durante l'Operazione Aprilia (15 maggio 1942): durante un attacco di aerosiluranti al convoglio, qualcosa non funzionò nel sistema di puntamento del Pigafetta e il complesso di poppa fece fuoco fuori punteria centrando una delle motonavi scortate, la tedesca Reichenfels che riportò solo lievi danni al carico.

### 1942 – 1943

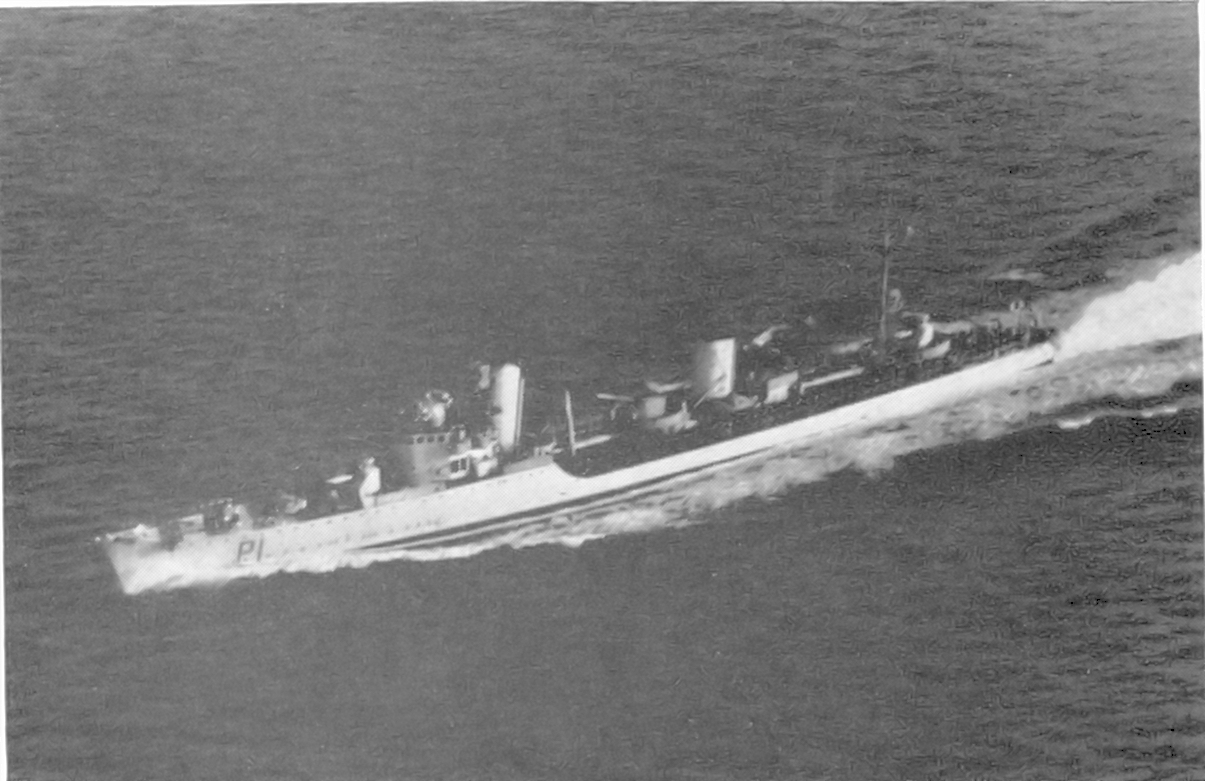
Il Pigafetta in navigazione veloce a pieno carico di mine P200.

Dall'ottobre del 1942 il comando del Pigafetta venne assunto dal C.V. Rodolfo Del Minio e contemporaneamente iniziò il periodo di attività più frenetica: le varie missioni di scorta, posa mine e trasporto truppe si susseguivano quasi incessantemente. La situazione bellica in Africa Settentrionale volgeva al peggio per le forze dell'Asse e, nel vano sforzo di mantenere le posizioni, i rifornimenti di materiali e truppe si facevano sempre più incalzanti, rinunciando spesso alla sicurezza e alla manutenzione. I risultati, in termini di perdite di navi e uomini, non tardarono a farsi sentire.
Il Pigafetta tuttavia passò praticamente indenne anche da questo periodo effettuando 7 scorte convogli, 10 pose sbarramenti mine (gli ultimi sbarramenti offensivi del conflitto), 24 trasporti truppe da e per la Tunisia e 1 verso la Corsica, 1 scorta a mezzi da sbarco per l'invasione della Corsica e la "conquista" del porto di Ajaccio (12 novembre 1942), la missione di soccorso al decimato convoglio Da Recco sul Banco di Skerki (2 dicembre 1942) e 15 trasferimenti, l'ultimo dei quali il 21 giugno 1943 da Napoli a Fiume dove la nave sarebbe entrata in cantiere per grandi lavori di manutenzione. Qui si trovava all'annuncio dell'armistizio, l'8 settembre 1943.
Durante il suo servizio bellico effettuò 213 missioni per un totale di 70675 miglia e 4175 ore di moto.

### Dettaglio attività operativa
Dettaglio dell'attività operativa bellica dal 10 giugno 1940 all'8 settembre 1943.

#### 1940
| Data        | Tipo missione | Origine   | Destinazione | Note |
| ----------- | --- | --------- | ------------ | --- |
| 13 giugno   | Rastrellamento antisommergibili nel Golfo di Taranto | Taranto   | Taranto      | Caposquadriglia della XV Sq. Ct (Pigafetta, Malocello e Zeno – Da Verazzano non disponibile). Al comando il C.V. Enrico Baroni |
| 6 luglio    | Scorta a distanza del convoglio "Esperia" con la V Div. Corazzate (Cesare e Cavour), la IV Div. Incrociatori (Da Barbiano, Di Giussano, Cadorna e Diaz) e la XV Sq. Ct | Catania   | Bengasi      | Subentrato al comando il C.V. Paolo Melodia - La missione diede origine alla Battaglia di Punta Stilo, dalla quale il Pigafetta restò tagliato fuori perché in rifornimento a Messina insieme agli altri Ct.                                                              |
| 12 luglio   | Scorta Nb Giulio Cesare e Incr. Bolzano con la XV Sq. Ct | Taranto   | La Spezia    | La Cesare e il Bolzano erano dirette in cantiere per lavori |
| 14 luglio   | Trasferimento | La Spezia | Taranto      | |
| 27 luglio   | Scorta a distanza Operazione TVL* con la IVa Div. Incrociatori (Da Barbiano e Di Giussano) e la XVa Sq. Ct                                                             | Napoli    | Bengasi      | (*): Trasporto Veloce Lento: complessa operazione che prevedeva il contemporaneo trasferimento di diversi convogli a diverse velocità e su rotte diverse, accompagnati da una robusta scorta - Operazione interrotta per notizia di forze navali nemiche in avvicinamento |
| 30 luglio   | Scorta a distanza Operazione TVL con la IV Div. Incrociatori (Da Barbiano e Di Giussano) e la XV Sq. Ct                                                                | Taranto   | Augusta      | Operazione conclusa senza perdite |
| 6 agosto    | Posa sbarramento 7AN (Canale di Sicilia) | Augusta   | Augusta      | Incr. Da Barbiano e Di Giussano, Ct Pigafetta e Zeno. Posa incompleta per avaria del Malocello |
| 8 agosto    | Scorta Incrociatori Da Barbiano e Di Giussano | Augusta   | Taranto      | |
| 4 novembre  | Scorta Incrociatore Bande Nere | Valona    | Brindisi     | |
| 14 novembre | Scorta VII Div. Incrociatori durante missione di sorveglianza pendolare notturna                                                                                       | Brindisi  | Brindisi     | Con la XV Sq. Ct |
| 27 novembre | Missione di guerra: Bombardamento costiero Isola di Corfù | Valona    | Brindisi     | XV Sq. Ct (Con Da Verazzano rientrato in attività) - Subentra al comando il C.V. Mario Mezzadra |
| 13 dicembre | Scorta VII Div. Incrociatori per esplorazione notturna nel basso Adriatico                                                                                             | Brindisi  | Brindisi     | Nessun avvistamento |
| 18 dicembre | Missione di guerra: Scorta Incrociatori E. di Savoia e Montecuccoli con la XV Sq. Ct                                                                                   | Brindisi  | Brindisi     | Bombardamento costiero Albania (Lukovo) in appoggio alla Campagna di Grecia. Alcuni feriti lievi e scafo danneggiato da schegge |
| 24 dicembre | Scorta Incrociatore E. di Savoia | Brindisi  | Valona       | Trasporto truppe in Albania |
| 24 dicembre | Scorta Incrociatore E. di Savoia | Valona    | Brindisi     | Trasferimento |
| 28 dicembre | Posa sbarramento mine VO (Valona-Otranto) | Brindisi  | Brindisi     | Scortato dallo Zeno. Posa completata senza problemi. |

#### 1941
| Data         | Tipo missione                                                                                        | Origine   | Destinazione | Note |
| ------------ | --- | --------- | ------------ | --- |
| 10 gennaio   | Scorta VII e VIII Div. Incrociatori per ricerca nemico                                               | Brindisi  | Brindisi     | XV Sq. Ct (Pigafetta, Zeno e Da Mosto) |
| 26 gennaio   | Scorta Nb Littorio                                                                                   | Taranto   | Messina      | IX e XV Sq. Ct - Scorta alla Littorio, danneggiata nel bombardamento di Taranto del 12 novembre 1940, diretta a Genova per riparazioni.                                                                                 |
| 3 febbraio   | Scorta VII Div. Incrociatori                                                                         | Brindisi  | Brindisi     | XV Sq. Ct |
| 9 febbraio   | Scorta VII Div. Incrociatori per ricerca nemico                                                      | Brindisi  | Brindisi     | XV Sq. Ct |
| 11 febbraio  | Rastrellamento antisommergibili nel Canale d'Otranto                                                 | Brindisi  | Valona       | |
| 11 febbraio  | Scorta P.fo Città di Milano                                                                          | Valona    | Brindisi     | |
| 16 febbraio  | Trasferimento                                                                                        | Brindisi  | Trieste      | Il Pigafetta rimarrà fermo per manutenzione fino al 5 aprile |
| 19 aprile    | Scorta VII Div. Incrociatori per posa spezzata S1 prima tratta (Canale di Sicilia)                   | Brindisi  | Augusta      | width="550px" Si trattava della prima posa di mine fornite dalla Marina tedesca. Posa effettuata dagli incrociatori e dai Ct Da Mosto e Da Verazzano. Di scorta Pigafetta e Zeno e la XVI sq. Ct (Da Recco e Pessagno). |
| 23 aprile    | Scorta VII Div. Incrociatori per posa spezzata S1 seconda tratta (Canale di Sicilia)                 | Augusta   | Taranto      | Posa effettuata dalle stesse unità della prima. A fine posa la torpediniera Schiaffino urta per errore le ultime mine ed esplode affondando rapidamente.                                                                |
| 30 aprile    | Scorta VII Div. Incrociatori per posa sbarramento T (Tripoli) linee "d", "e", "f" e "i".             | Taranto   | Messina      | Posa effettuata dagli incrociatori e dai Ct Da Mosto e Da Verazzano. Di scorta Pigafetta e Zeno e la XVI sq. Ct (da Recco e Pessagno). Posa completata senza problemi.                                                  |
| 4 maggio     | Scorta a distanza convoglio Mn Victoria                                                              | Augusta   | Tripoli      | VII Div. Incrociatori, Ct Pigafetta, Zeno, Da Recco, Da Mosto e Da Verazzano. Numerosi attacchi aerei. Convoglio indenne.                                                                                               |
| 5 maggio     | Scorta P.fo Marco Polo                                                                               | Tripoli   | Taranto      | Stesse unità della missione precedente |
| 3 giugno     | Scorta IV e VII Div. Incrociatori per posa sbarramento T (Tripoli) linee "b", "c", "h", "ha" e "hb". | Taranto   | Taranto      | |
| 26 giugno    | Trasferimento                                                                                        | Taranto   | Trapani      | |
| 28 giugno    | Posa spezzata S2 (Canale di Sicilia)                                                                 | Taranto   | Trapani      | Incr. Duca d'Aosta e Attendolo, Ct Pigafetta e Pessagno scortati dai Ct Da Mosto, Da Recco e Da Verazzano. Posa completata senza problemi.                                                                              |
| 7 luglio     | Posa spezzata S3 (Canale di Sicilia)                                                                 | Trapani   | Taranto      | Incr. Duca d'Aosta, Attendolo, Bande Nere e Di Giussano, Ct Pigafetta e Pessagno. Scorta: Ct Da Mosto, Da Recco e Da Verazzano, Maestrale, Grecale e Scirocco. Posa completata senza problemi.                          |
| 26 luglio    | Trasferimento/Esercitazione                                                                          | Taranto   | Trapani      | Esercitazione di navigazione in formazione con le navi-traghetto Aspromonte e Reggio in previsione della posa dello sbarramento S4                                                                                      |
| 1º agosto    | Missione di guerra                                                                                   | Trapani   | Trapani      | Ct Pigafetta, Da Verazzano, Da Mosto e Pessagno. Rastrellamento notturno per intercettazione forza navale inglese. |
| 2 agosto     | Missione di guerra                                                                                   | Trapani   | Trapani      | Ct Pigafetta, Da Verazzano, Da Mosto e Pessagno. Rastrellamento notturno per intercettazione forza navale inglese. |
| 11 agosto    | Posa spezzata S41 (Canale di Sicilia)                                                                | Trapani   | Trapani      | Ct Pigafetta, Da Verazzano, Da Mosto, Pessagno e Da Noli con le navi-traghetto Aspromonte e Reggio. Posa completata senza problemi.                                                                                     |
| 14 agosto    | Posa spezzata S42 (Canale di Sicilia)                                                                | Trapani   | Trapani      | Non effettuata per maltempo |
| 16 agosto    | Posa spezzata S42 (Canale di Sicilia)                                                                | Trapani   | Trapani      | Ct Pigafetta, Da Verazzano, Da Mosto, Pessagno e Da Noli con le navi-traghetto Aspromonte e Reggio. Posa completata senza problemi.                                                                                     |
| 19 agosto    | Posa spezzata S43 (Canale di Sicilia)                                                                | Trapani   | Trapani      | Ct Pigafetta, Da Verazzano, Da Mosto, Pessagno e Da Noli con le navi-traghetto Aspromonte e Reggio. Posa completata senza problemi.                                                                                     |
| 23 agosto    | Posa spezzata S44 (Canale di Sicilia)                                                                | Trapani   | Trapani      | Ct Pigafetta, Da Verazzano, Da Mosto, Pessagno e Da Noli con le navi-traghetto Aspromonte e Reggio. Posa completata senza problemi.                                                                                     |
| 23 agosto    | Missione di Guerra: Scorta Nb Littorio e Vittorio Veneto                                             | Trapani   | La Spezia    | Ct Pigafetta, Da Verazzano, Usodimare, Pessagno, Malocello e Da Noli. Missione di intercettazione forze navali inglesi (esito negativo). Pigafetta, Da Verazzano e Malocello proseguono per La Spezia.                  |
| 27 agosto    | Scorta Nb Giulio Cesare                                                                              | La Spezia | Taranto      | |
| 8 settembre  | Esercitazione                                                                                        | Taranto   | Taranto      | |
| 9 settembre  | Esercitazione                                                                                        | Taranto   | Taranto      | |
| 24 settembre | Esercitazione                                                                                        | Taranto   | Taranto      | |
| 12 ottobre   | Posa sbarramento mine B (Bengasi)                                                                    | Taranto   | Taranto      | Operazione interrotta per notizia di forze navali nemiche in avvicinamento. Non verrà mai più effettuata. |
| 14 novembre  | Scorta Mn (incrociatori ausiliari) Città di Genova e Città di Napoli                                 | Taranto   | Bengasi      | Ct Pigafetta e Da Verazzano |
| 17 novembre  | Scorta Mn (incrociatori ausiliari) Città di Genova e Città di Napoli                                 | Bengasi   | Taranto      | Attacco aereo senza danni |
| 15 dicembre  | Trasporto "materiali speciali"                                                                       | Taranto   | Bengasi      | Le fonti ufficiali riportano trattarsi di "fusti di benzina". Testimonianze dirette parlano invece di bottiglie di acqua minerale per l'aviazione germanica                                                             |
| 16 dicembre  | Trasporto prigionieri di guerra                                                                      | Bengasi   | Suda         | |
| 18 dicembre  | Trasporto prigionieri di guerra                                                                      | Suda      | Taranto      | |

#### 1942
| Data         | Tipo missione                                                                        | Origine     | Destinazione | Note |
| ------------ | ------------------------------------------------------------------------------------ | ----------- | ------------ | --- |
| 3 gennaio    | Missione di guerra: Operazione M43 - Scorta convoglio per Tripoli                    | Taranto     | Taranto      | Gruppo di appoggio costituito dalle Nb Littorio, Doria e Cesare, dagli Incr. Gorizia e Trento e dai Ct Carabiniere, Alpino, Pigafetta, Da Noli, Ascari, Aviere, Geniere e Camicia Nera – Missione completata senza contatto col nemico. |
| 20 gennaio   | Esercitazione lancio notturno                                                        | Taranto     | Taranto      | |
| 22 gennaio   | Scorta convoglio con Nb Duilio Operazione T18                                        | Taranto     | Taranto      | Gruppo di scorta alla Mn Victoria, costituito dalla Nb Duilio con la XV sq. Ct (Pigafetta, Oriani, Scirocco e Ascari) cui si unì successivamente la VII Div. Incr. e la XIII sq. Ct – Affondamento della Mn Victoria da aerosilurante. |
| 1º febbraio  | Trasferimento                                                                        | Taranto     | Bari         | |
| 3 febbraio   | Scorta convoglio Coste Metropolitane                                                 | Bari        | Venezia      | P.fo Thorsheimer con Pessagno e Tp Calatafimi |
| 6 febbraio   | Trasferimento                                                                        | Venezia     | Pola         | |
| 7 febbraio   | Scorta convoglio Coste Metropolitane                                                 | Pola        | Taranto      | Mn Dora S., Hossag e Nettuno con Pessagno e Tp Calatafimi |
| 20 febbraio  | Scorta convoglio Cist. Giordani e Mn Monviso e Lerici                                | Taranto     | Corfù        | Con Pessagno, Usodimare, Malocello, Maestrale, Scirocco e la Tp Circe |
| 21 febbraio  | Scorta convoglio (Operazione K7)                                                     | Corfù       | Tripoli      | Due attacchi aerei sventati dall'efficace scorta aerea. Un attacco di sommergibili sventato dalla Tp Circe che affonda il Smg P.38. Convoglio indenne. |
| 23 febbraio  | Missione di guerra                                                                   | Tripoli     | Palermo      | |
| 25 febbraio  | Scorta convoglio Coste Metropolitane (P.fo Rondine)                                  | Palermo     | Taranto      | |
| 4 marzo      | Trasferimento                                                                        | Taranto     | Brindisi     | |
| 8 marzo      | Scorta convoglio (Operazione V5)                                                     | Brindisi    | Taranto      | Scorta combinata di un convoglio diretto a Tripoli e di un secondo di rientro in Italia. Dopo l'incontro dei due convogli, Pigafetta e Scirocco si uniscono al convoglio di ritorno. Attacco aereo senza conseguenze. |
| 18 marzo     | Esercitazione                                                                        | Taranto     | Taranto      | |
| 21 marzo     | Esercitazione                                                                        | Taranto     | Taranto      | |
| 23 marzo     | Missione di Guerra - Scorta Nb Littorio                                              | Taranto     | Taranto      | |
| 1º aprile    | Scorta convoglio Coste Metropolitane                                                 | Taranto     | Taranto      | |
| 2 aprile     | Scorta convoglio (Operazione Lupo)                                                   | Taranto     | Tripoli      | Scorta Mn Lerici e Unione – Attacco aereo senza conseguenze. |
| 4 aprile     | Missione di guerra                                                                   | Tripoli     | Taranto      | |
| 7 aprile     | Scorta Nb Duilio e Incr. Attendolo                                                   | Taranto     | Reggio Cal.  | |
| 8 aprile     | Scorta Incr. Attendolo                                                               | Reggio Cal. | Napoli       | |
| 13 aprile    | Scorta convoglio A.S. (Operazione Aprilia)                                           | Napoli      | Tripoli      | Durante attacco nemico viene colpita, per un errore di punteria, la Mn Reichenfels che riporta danni lievi |
| 17 aprile    | Scorta Mn Bixio                                                                      | Tripoli     | Napoli       | Sventato attacco di sommergibile |
| 22 aprile    | Scorta convoglio Coste Metropolitane (convoglio C e convoglio K)                     | Napoli      | Napoli       | Scorta del convoglio C (Mn Allegri e Bertani dirette a Tripoli) da Napoli a Pantelleria. Quindi scorta del convoglio K (Mn Pisani e Ravello provenienti da Tripoli) da Pantelleria a Napoli. Nessun contatto col nemico. |
| 30 aprile    | Scorta convoglio Mn Lerici e Bixio                                                   | Napoli      | Tripoli      | Con Ct Zeno e Tp Orsa |
| 6 maggio     | Scorta convoglio Mn Monreale e Bixio                                                 | Tripoli     | Taranto      | Con Ct Zeno – Monreale danneggiata da esplosione di mina alla deriva, giunge comunque a destinazione. |
| 23 maggio    | Esercitazione                                                                        | Taranto     | Taranto      | |
| 27 maggio    | Scorta convoglio P.fi Capo Arma e Gualdi                                             | Taranto     | Bengasi      | Il P.fo Capo Arma e il Ct Pessagno vengono affondati per siluramento dal Smg Turbulent. |
| 30 maggio    | Scorta Mn Ankara                                                                     | Bengasi     | Taranto      | Via Pireo-Corinto |
| 12 giugno    | Trasferimento                                                                        | Taranto     | Brindisi     | |
| 14 giugno    | Missione di Guerra (Scorta Nb Littorio e Vittorio Veneto): Battaglia di Mezzo giugno | Brindisi    | Messina      | Affondamento Incrociatore Trento. Il Pigafetta presta assistenza al Trento e, dopo il suo affondamento, rientra in porto con i feriti. |
| 14 luglio    | Scorta Nave Pacinotti                                                                | Messina     | Taranto      | |
| 17 luglio    | Trasferimento                                                                        | Taranto     | Brindisi     | |
| 20 luglio    | Scorta convoglio (Mn Rosolino Pilo)                                                  | Brindisi    | Navarino     | Con Ct Premuda – Attacco aereo senza conseguenze |
| 22 luglio    | Scorta convoglio (Mn Rosolino Pilo)                                                  | Navarino    | Bengasi      | Con Ct Premuda – Nessun contatto con il nemico. |
| 24 luglio    | Scorta convoglio (Mn Unione)                                                         | Bengasi     | Taranto      | Con Ct Premuda – Recuperati naufraghi aviatori inglesi. |
| 2 agosto     | Posa sbarramento mine (Marsa Matruh)                                                 | Taranto     | Lero         | Con Ct Da Verazzano – Posa non effettuata |
| 6 agosto     | Posa sbarramento mine (Marsa Matruh)                                                 | Lero        | Suda         | Con Ct Da Verazzano |
| 10 agosto    | Scorta convoglio (P.fo Italia)                                                       | Suda        | Pireo        | Con Ct Da Verazzano |
| 20 agosto    | Scorta convoglio (P.fi Pugliola e Kreta e Cist. Fassio)                              | Pireo       | Tobruk       | Con Ct Da Verazzano, Tp. Procione e Lupo – Numerosi attacchi aerei senza conseguenze. |
| 23 agosto    | Scorta convoglio (Mn Città di Alessandria)                                           | Tobruk      | Pireo        | Con Ct Da Verazzano – Attacchi aerei senza conseguenze. |
| 30 agosto    | Scorta convoglio (P.fo Menes)                                                        | Pireo       | Iraklion     | |
| 3 settembre  | Scorta convoglio (P.fo Menes)                                                        | Iraklion    | Pireo        | |
| 9 settembre  | Scorta convoglio (P.fo Città di Savona)                                              | Pireo       | Suda         | Con Ct Hermes (Kriegsmarine) |
| 12 settembre | Scorta convoglio (P.fo Proserpina)                                                   | Suda        | Pireo        | |
| 18 settembre | Scorta convoglio A.S. (P.fo Foscolo)                                                 | Pireo       | Tobruk       | Con Ct Da Verazzano e Tp Solferino |
| 19 settembre | Trasferimento                                                                        | Tobruk      | Pireo        | Con Ct Da Verazzano |
| 21 settembre | Trasferimento                                                                        | Pireo       | Patrasso     | Con Ct Da Verazzano |
| 22 settembre | Trasferimento                                                                        | Patrasso    | Taranto      | Con Ct Da Verazzano |
| 3 ottobre    | Scorta convoglio A.S. (P.fo Valfiorita)                                              | Taranto     | Corfù        | Con Ct Camicia Nera e Saetta – Valfiorita silurato da aereo ma giunge comunque a destinazione. |
| 5 ottobre    | Scorta convoglio A.S. (Mn Sestrière)                                                 | Corfù       | Bengasi      | Con Ct Camicia Nera, Zeno, Folgore e Saetta e Tp Antares – Attacco aereo senza conseguenze. |
| 7 ottobre    | Rientro                                                                              | Bengasi     | Navarino     | Con Ct Folgore |
| 8 ottobre    | Rientro                                                                              | Navarino    | Messina      | |
| 12 ottobre   | Trasferimento                                                                        | Messina     | Trapani      | Subentra al comando il C.V. Rodolfo Del Minio |
| 13 ottobre   | Posa sbarramento S71                                                                 | Trapani     | Palermo      | Con Ct Zeno, Da Noli e Da Verazzano - Posa completata senza problemi. |
| 17 ottobre   | Trasferimento                                                                        | Palermo     | Napoli       | In preparazione alla posa dello sbarramento S72 |
| 17 ottobre   | Scorta convoglio D (Cist. Saturno, P.fi Capo Orso, Beppe e Titania)                  | Napoli      | Tripoli      | Con Ct Da Verazzano, Oriani, Gioberti, Da Noli e Ascari – Il convoglio subisce continui attacchi da sommergibili e aerei. Il Smg Unbending affonda per siluramento Da Verazzano e Beppe. Successivamente anche il Titania viene colpito da un aerosilurante e, dopo lunghi tentativi di rimorchio, viene nuovamente silurato da un sommergibile e affonda.                    |
| 21 ottobre   | Rientro                                                                              | Tripoli     | Palermo      | |
| 28 ottobre   | Trasferimento                                                                        | Palermo     | Trapani      | |
| 29 ottobre   | Posa sbarramento S72                                                                 | Trapani     | Trapani      | Con Ct Zeno e Da Noli e Tp Castelfidardo - Posa completata senza problemi. |
| 3 novembre   | Posa sbarramento S73                                                                 | Trapani     | Trapani      | Con Ct Zeno e Da Noli e Tp Castelfidardo - Posa completata senza problemi. |
| 7 novembre   | Posa sbarramento S8                                                                  | Trapani     | Palermo      | Con Incr. Attilio Regolo e Ct Zeno, Da Noli, Mitragliere, Corazziere e Ascari - Posa completata senza problemi. Durante il rientro l'Attilio Regolo viene silurato dal Smg Unruffled riportando l'asportazione della prora. Dopo un lento e difficoltoso rimorchio, complicato dall'attacco con siluri da parte del Smg United, il gruppo rientra in porto senza altri danni. |
| 11 novembre  | Scorta mezzi da sbarco Corsica                                                       | Livorno     | Bastia       | Scorta Incr. Bari e trasporti truppe. |
| 12 novembre  | Trasporto truppe                                                                     | Bastia      | Ajaccio      | |
| 14 novembre  | Scorta Convoglio                                                                     | Livorno     | Bastia       | |
| 15 novembre  | Scorta Convoglio                                                                     | Bastia      | Cagliari     | |
| 2 dicembre   | Soccorso al Convoglio H ai Banchi di Skerki                                          | Trapani     | Trapani      | Il convoglio H (Mn Puccini e Aspromonte, Pf.i Aventino e K.T.I) scortato dai Ct Da Recco, Camicia Nera e Folgore e dalle Tp Procione e Clio viene decimato dalla Forza Q inglese con la perdita del Folgore e dei mercantili K.T. I, Aventino, Puccini e Aspromonte e gravi danni a Da Recco e Procione. Pigafetta e Da Noli eseguono il soccorso e recupero del Da Recco.    |
| 5 dicembre   | Posa sbarramento S93                                                                 | Trapani     | Trapani      | Con Ct Da Noli – Posa effettuata senza problemi |
| 10 dicembre  | Trasporto truppe                                                                     | Trapani     | Biserta      | Con Ct Da Noli, Mitragliere, Ascari e Grecale |
| 10 dicembre  | Trasporto truppe                                                                     | Biserta     | Trapani      | Con Ct Da Noli, Mitragliere, Ascari e Grecale |
| -            | Trasferimento                                                                        | Trapani     | Palermo      | |
| 20 dicembre  | Trasferimento                                                                        | Palermo     | Trapani      | Attacco di sommergibile sventato senza danni |
| 21 dicembre  | Trasporto truppe                                                                     | Trapani     | Biserta      | Con Ct Da Noli |
| 21 dicembre  | Trasporto truppe                                                                     | Biserta     | Palermo      | Con Ct Da Noli, Bombardiere e Corazziere |
| 23 dicembre  | Trasporto truppe                                                                     | Palermo     | Tunisi       | Con Ct Da Noli e Zeno |
| 24 dicembre  | Scorta Convoglio                                                                     | Tunisi      | Palermo      | Con Ct Da Noli e Zeno |
| 26 dicembre  | Trasporto truppe                                                                     | Palermo     | Tunisi       | Con Ct Zeno e Legionario |
| 27 dicembre  | Trasporto truppe                                                                     | Tunisi      | Palermo      | Con Ct Zeno e Legionario |
| 29 dicembre  | Trasporto truppe                                                                     | Palermo     | Tunisi       | Con Ct Zeno e Da Noli |
| 30 dicembre  | Rientro                                                                              | Tunisi      | Palermo      | Con Ct Zeno e Da Noli |

#### 1943
| Data        | Missione                                                 | Origine  | Destinazione | Note |
| ----------- | -------------------------------------------------------- | -------- | ------------ | --- |
| 6 gennaio   | Trasporto truppe                                         | Palermo  | Biserta      | Con Ct Da Noli, Bersagliere e Granatiere |
| 6 gennaio   | Trasporto truppe                                         | Biserta  | Palermo      | Con Ct Da Noli, Bersagliere e Granatiere – Il 7 gennaio bombardamento aereo del porto di Palermo con affondamento del Bersagliere, mentre il Pigafetta e gli altri Ct subirono solo lievi danni                   |
| 8 gennaio   | Trasporto truppe                                         | Palermo  | Biserta      | Con Ct Granatiere e Gioberti |
| 9 gennaio   | Scorta Convoglio (Mn Calino e Ankara)                    | Biserta  | Palermo      | Con Ct Granatiere e Gioberti Il Pigafetta rientra a Palermo dove rimarrà fermo per lavori dal 10 al 18 gennaio |
| 20 gennaio  | Posa sbarramento S98                                     | Trapani  | Trapani      | Con i Ct Da Noli, Zeno, Corazziere e Ascari – Posa completata senza problemi |
| 24 gennaio  | Posa sbarramento S99                                     | Trapani  | Trapani      | Con i Ct Da Noli, Zeno, Corazziere e Ascari – Posa completata senza problemi |
| 28 gennaio  | Trasporto truppe                                         | Trapani  | Biserta      | Con i Ct Da Noli e Zeno |
| 28 gennaio  | Rientro                                                  | Biserta  | Trapani      | Con i Ct Da Noli e Zeno |
| 30 gennaio  | Posa sbarramento S910                                    | Trapani  | Trapani      | Con i Ct Da Noli, Zeno, Corazziere e Ascari – Posa completata senza problemi |
| 8 febbraio  | Posa sbarramento S62                                     | Trapani  | Trapani      | Con i Ct Da Noli, Malocello, Zeno, Mitragliere e Legionario – Posa completata senza problemi |
| 21 febbraio | Trasporto truppe                                         | Palermo  | Tunisi       | Con i Ct Da Noli, Malocello, Zeno e Alpino |
| 21 febbraio | Rientro                                                  | Tunisi   | Palermo      | Con i Ct Da Noli, Malocello, Zeno e Alpino |
| 25 febbraio | Posa sbarramento S101                                    | Trapani  | Trapani      | Non effettuata per sospetto sabotaggio con mine dei Ct destinati alla missione |
| 27 febbraio | Posa sbarramento S101                                    | Trapani  | Trapani      | Con i Ct Da Noli, Malocello, Zeno e Alpino – Posa completata. Al rientro, durante manovra di evitamento siluro, per avaria al timone il Da Noli entra in collisione con lo Zeno, riportando entrambi gravi danni. |
| 1º marzo    | Trasporto truppe                                         | Trapani  | Tunisi       | Con i Ct Malocello e Premuda e successivamente Alpino e Fuciliere |
| 1º marzo    | Rientro                                                  | Tunisi   | Trapani      | Con i Ct Malocello e Premuda |
| 13 marzo    | Trasferimento                                            | Trapani  | Taranto      | Il Pigafetta rimase fermo a Taranto per lavori fino all'aprile 1943 |
| 16 aprile   | Trasporto truppe                                         | Gaeta    | Tunisi       | Con Ct Pancaldo |
| 17 aprile   | Rientro                                                  | Tunisi   | Gaeta        | Con Ct Pancaldo - Recupero di naufrago della RAF |
| 22 aprile   | Trasporto truppe                                         | Gaeta    | Tunisi       | Con Ct Pancaldo |
| 23 aprile   | Trasporto truppe                                         | Tunisi   | Pozzuoli     | Con Ct Pancaldo |
| 24 aprile   | Trasferimento                                            | Pozzuoli | Gaeta        | |
| 25 aprile   | Trasporto truppe (ultima missione bellica del Pigafetta) | Gaeta    | Tunisi       | Con Ct Pancaldo e Hermes (della Kriegsmarine) |
| 26 aprile   | Rientro                                                  | Tunisi   | Trapani      | Con Ct Pancaldo e Hermes (della Kriegsmarine) – Attacco aereo con lievi danni al Pigafetta |
| -           | Trasferimento                                            | Trapani  | Pozzuoli     | Subentra al comando il C.V. Antonio Raffai |
| -           | Trasferimento                                            | Pozzuoli | Napoli       | |
| -           | Trasferimento                                            | Napoli   | Pozzuoli     | |
| 21 giugno   | Trasferimento                                            | Napoli   | Fiume        | Fermo per lavori fino all'armistizio. Verrà sabotato dall'equipaggio. |

### Comandanti
Capitano di vascello Enrico Baroni (nato a Firenze il 24 novembre 1892) (10 giugno - 26 giugno 1940)
Capitano di vascello Paolo Melodia (nato a Napoli il 28 febbraio 1899) (27 giugno - 19 ottobre 1940)
Capitano di vascello Mario Mezzadra (nato a Luino il 19 febbraio 1894) (20 ottobre 1940 - 9 agosto 1941)
Capitano di vascello Enrico Mirti della Valle (nato a Roma il 22 agosto 1898) (agosto 1941 - maggio 1942)
Capitano di fregata Luciano Morra (nato a Cerignola il 7 luglio 1896) (interinale nel maggio 1942)
Capitano di vascello Enrico Mirti della Valle (nato a Roma il 22 agosto 1898) (maggio - luglio 1942)
Capitano di vascello Rodolfo Del Minio (nato a Pisa il 5 novembre 1900) (10 ottobre 1942 - maggio 1943)
Capitano di fregata Antonio Raffai (nato a Milano il 2 agosto 1902) (maggio - agosto 1943)

### Armistizio
Dopo l'armistizio dell'8 settembre il Pigafetta era ancora fermo per lavori. Non potendo quindi muoversi, fu sabotato dal proprio equipaggio nel porto di Fiume: la maggior parte delle apparecchiature fu rimossa e imbarcata su un mercantile che venne poi affondato in acque profonde.

### Utilizzo nella Kriegsmarine -TA 44
Dopo il sabotaggio e l'abbandono, il Pigafetta venne recuperato dai tedeschi e rimesso in efficienza, rientrando in servizio nella 9ª squadriglia Torpedoboote Ausland nel 1944 con la sigla TA 44. Svolse ancora per qualche mese attività bellica in alto Adriatico e venne definitivamente affondato il 17 febbraio 1945 nel porto di Trieste durante un bombardamento aereo alleato. La carcassa semiaffondata venne recuperata e demolita nel 1947 dalla ditta Tripcovich.